# Бель (Дубровенский район)
Бель (бел. Бе́ль) — деревня в Дубровенском районе Витебской области Республики Беларусь. В составе Волевковского сельсовета.

## География
Ближайшие населённые пункты Орловичи, Терехи и др.

### Гидрография
Река Орловичи.

## История
В 1910 году в Холбнянской волости Горецкого уезда Могилёвской губернии.
В 1924—1960 годах центр Бельского сельсовета.

## Население

### Численность
- 2009 год — 6 жителей

### Динамика
- 1910 год — 66 дворов, 260 муж., 223 жен.[2]
- 1999 год — 34 человек (перепись населения)
- 2009 год — 6 жителей (перепись населения)[2]

## Улицы
- Центральная

## Известные лица
- Денисенко, Тамара Егоровна — Герой Социалистического Труда (1971).